# Georges Damitio
Georges Damitio (Georges Étienne Louis Damitio; * 20. Mai 1924 in Toulouse; † 7. September 1994 in Biarritz) war ein französischer Hoch- und Weitspringer.
Bei den Internationalen Universitätsspielen 1947 gewann er Bronze im Hochsprung. 1948 wurde er bei den Olympischen Spielen in London Fünfter im Hochsprung und Sechster im Weitsprung.
Im Hochsprung folgte einem sechsten Platz bei den Leichtathletik-Europameisterschaften 1950 in Brüssel ein Sieg bei den Mittelmeerspielen 1951 und ein 13. Platz bei den Olympischen Spielen 1952 in Helsinki.
Sechsmal wurde er Französischer Meister im Hochsprung (1947–1949, 1951–1953) und einmal im Weitsprung (1947). 1951 wurde er außerdem Australischer Meister im Hochsprung.

## Persönliche Bestleistungen
- Hochsprung: 2,02 m, 29. Oktober 1949, Casablanca
- Weitsprung: 7,35 m, 3. August 1947, Colombes